# Giovanni Pisano (calciatore)
Giovanni Pisano (Siracusa, 5 ottobre 1968) è un allenatore di calcio ed ex calciatore italiano, di ruolo attaccante, dirigente del Siracusa.

## Caratteristiche tecniche

### Giocatore
Di professione centravanti, Pisano è stato il classico attaccante di peso che vedeva la porta con regolarità e costanza.
Il suo stile di gioco precoce, le sue caratteristiche fisiche (altezza, peso, velocità), la sua posizione in campo e le sue capacità tecniche (controllo di palla, precisione di tiro, passaggio) lo hanno reso nel corso della sua carriera uno degli attaccanti più prolifici e amati del calcio siciliano. Grazie ad una forte personalità, Pisano si è guadagnato all'interno degli spogliatoi la capacità di leadership, che lo hanno portato ad indossare diverse fasce di capitano al braccio.
Nella stagione 1994-1995, con la maglia della Salernitana, si laurea capocannoniere del torneo di Serie B con 21 reti; questo primato lo conduce ad essere in assoluto il primo calciatore siracusano ad ottenere questo record, nonchè il secondo calciatore siciliano dopo Salvatore Schillaci (1988-1989) ad aggiudicarsi questa speciale classifica.

### Allenatore
Come allenatore, Pisano ha spesso schierato le proprie squadre con una difesa a 4, prediligendo soluzioni variabili a centrocampo e nel reparto avanzato. Il suo modulo maggiormente utilizzato è stato il 4-3-3.

## Carriera

### Giocatore

#### Gli inizi ad Enna, Lentini e l'approdo in Serie A con il Foggia
Dopo una prima parte di carriera disputata interamente nelle file di compagini minori siciliane, fra le quali l'Enna (con cui conquista una promozione in Serie C2) e la Leonzio (che militava anch'essa in Serie C2), dove si mette in luce come buon realizzatore, viene prelevato nell'estate 1992 dal Foggia allora allenato da Zdeněk Zeman. Nella squadra foggiana disputa una sola partita in serie A (Brescia-Foggia 4-1 del 4 ottobre 1992) per poi venire ceduto alla Salernitana nel mercato autunnale.

#### La parentesi a Salerno ed il titolo di capocannoniere in Serie B
Fra i granata Pisano debutta l'8 novembre 1992 contro il Palermo segnando una doppietta. Con i campani disputa cinque stagioni, due in Serie C1 e tre in Serie B, sfiorando la promozione nella massima serie per due volte e conquistando il titolo di capocannoniere con 21 gol nella stagione 1994-1995. Per tre anni ha indossato anche la fascia di capitano.
Nella stagione 1995-1996 fu colpito da un infortunio che non gli permise di giocare per più della metà dell'intera stagione. Il suo ritorno sul campo avvenne nel derby Salernitana-Avellino del 21 gennaio 1996 terminato 0-0. In quest'annata Pisano realizzò 8 gol in 14 incontri, i quali non bastarono alla Salernitana per il salto di categoria: la squadra chiuse infatti l'anno nuovamente al 5º posto in classifica sfiorando per la seconda volta consecutiva la promozione in Serie A.

#### Le parentesi in cadetteria a Genova, Pescara e Cosenza
Iniziò la stagione 1996-1997 ancora con la Salernitana, mentre a novembre lasciò Salerno venendo rilevato a gennaio dal Genoa. Con 63 gol segnati nei tornei ufficiali del club (60 in campionato, 1 in Coppa Italia e 2 in Coppa Italia serie C) detiene il record di gol nei tornei ufficiali della Salernitana. Anche con il Genoa in questa stagione fallisce la promozione di un soffio. Esito analogo avrà nella stagione 1998-99, che Pisano disputa nelle file del Pescara con cui realizza 8 gol in 32 partite.
Fra i cadetti disputa infine ulteriori due anni (dall'ottobre del 1999 al 2001) con il Cosenza allenato da Bortolo Mutti.

#### Spezia, Vittoria, Siracusa e le categorie minori
Nel 2002 scende di categoria con lo Spezia, con cui realizza 32 reti in due campionati di Serie C1. Nel 2004 passa al Vittoria che lascerà per giocare nel Siracusa per ritornarvi a militare dal gennaio 2006. Nella stagione 2007-2008 si aggrega al Belvedere, trascinando con le sue reti il club ai play-off. A gennaio del 2009 gioca con il Biancavilla, squadra che milita nel girone B di Eccellenza, mentre nella stagione 2009-2010 disputa il campionato di Promozione nelle file del Real Avola dove realizza una rete alla prima di campionato.
Nel corso della sua carriera come attaccante ha totalizzato 165 reti nei campionati professionistici, di cui 72 in Serie B. In Serie A vanta la sola presenza con la maglia del Foggia nella stagione 1992-1993.

### Allenatore
Nell'ottobre 2010 entra a far parte dello staff tecnico dello Spezia in qualità di osservatore. Per la stagione 2013-2014 viene ingaggiato dalla Salernitana come allenatore degli Allievi Nazionali, lasciando poi a stagione finita. Nel novembre del 2014 diventa allenatore del CS Balotesti, squadra rumena di Liga II. L'anno successivo rimane in Romania, assumendo lo stesso incarico nel FC Caransebes.
Nel gennaio 2016 viene contattato dal Modica Calcio, accettando la proposta del club siciliano militante in Eccellenza, ma si dimette dopo qualche settimana non avendo ricevuto giuste garanzie dalla società. Nel dicembre 2017 diviene l'allenatore dell'Isola Capo Rizzuto, società calabrese militante in Serie D.
Ad agosto 2018 firma per l'Anzio in Serie D.

#### Esperienze da dirigente
A novembre del 2019 entra a far parte dell'ACF Fiorentina, in qualità di osservatore per la Sicilia e Calabria.
A Luglio 2025 diventa nuovo responsabile del settore giovanile del Siracusa

## Palmarès

### Giocatore

#### Club
- Campionato Interregionale: 1

Enna: 1989-1990 (girone N)

#### Individuale
- Capocannoniere della Serie B: 1

1994-1995 (21 gol)